# Аль-Мухтаді Білла
Аль-Мухтаді Білла (нар. 17 лютого 1974, Бандар-Сері-Бегаван, Бруней) — спадкоємний принц Брунею, син чинного султана Хассанала Болкіаха та його першої дружини Салехи.

## Біографія
Народився 17 лютого 1974 у палаці Істана Дарул Хана в Бандар-Сері-Бегавані. Навчався у початковій школі при палаці, потім у школі Св. Андрія, далі в Науковому коледжі Султана Падуки Сері Бегавана. Далі навчався в Школі Емануель у Лондоні. Він відвідував окремі курси в Коледжі Магдалени Оксфордського університету та в Оксфордському центрі ісламських студій.
Для підготовки до ролі султана Аль-Мухтаді Білла проходив стажування в Департаменті суспільних послуг, Комісії з суспільних послуг, Департаменті іміграції, Департаменті праці, Міністерстві охорони здоров'я, Міністерстві фінансів, Міністерстві комунікацій, Міністерстві культури, молоді та спорту, Міністерстві релігійних справ та в приватній компанії мобільного зв'язку «Datastream Technology Communications» (DTC).
10 серпня 1998 року Аль-Мухтаді Білла офіційно став спадкоємцем брунейського престолу. Також він отримав посаду старшого міністра в уряді свого батька з метою входження в курс державних справ. Час від часу він заміняє собою султана в разі його відсутності. Аль-Мухтаді Білла є генералом Брунейських збройних сил, заступником головного інспектора Брунейських поліцейських сил, проканцлером Університету Бруней-Даруссаламу та Ісламського університету імені султана Шаріфа Алі, канцлером Брунейського технологічного інституту.
4 вересня 2004 року він одружився з 17-річною Сарою (малай. Pengiran Anak Isteri Sarah binti Salleh Abd Rahman), весілля за оцінками спостерігачів коштувало до 5 мільйонів доларів США. Станом на 2016 рік подружжя мало двох синів та одну дочку.